# Lady of Avenel
Le Lady of Avenel (ex-Wytse Eelkje) est un navire de plaisance à utilisation commerciale. C'est un brick-goélette, à coque et pont en acier. Il est gréé en brigantin depuis 1991.
Il a navigué sous pavillon néerlandais et appartient actuellement pour une association britannique.

## Historique
Construit en 1968 en Pologne au chantier Stotsni de Gdansk, il est lancé comme remorqueur en Allemagne de l'Est.
En 1991-1992, deux navires-jumeaux de cette série sont rachetés par un armateur hollandais et subissent une refonte par l'architecte néerlandais Olivier Van Meer, qui les transforme en brigantin. Ils sont renommés Willem et Wytske Eelkje. Ils effectuent des croisières le long des côtes de Suède et de Finlande. Leur port d'attache est Hambourg en Allemagne.
Après 2012, le brick-goélette Wyste Eelkje est vendu à l'armement Heritage Sailing Academy (Royaume-Uni), mais navigue sous pavillon néerlandais. Il porte le nom de Lady of Avenel.
Il a participé à de nombreux rassemblements de vieux voiliers sur la côte atlantique comme les Hanse Sail de Rostock (2005 à 2008) et à Brest 2008 et  aux Tonnerres de Brest 2012.